# Oluwafemi Balogun
Pour les articles homonymes, voir Balogun.
Oluwafemi Balogun est un joueur d'échecs nigérian né en 1987.

## Carrière
Oluwafemi Balogun détient le titre de maître FIDE.
En 2017, il s impose lors du tournoi zonal d'Afrique de l'Ouest  se déroulant à Monrovia au Libéria et se qualifie de ce fait pour la coupe du monde d'échecs 2017,.
Étant le joueur le moins bien classé de la coupe du monde, il affronte lors du premier tour le champion du monde Magnus Carlsen faisant de lui le premier joueur africain à affronter un champion du monde d'échecs en titre lors d'un grand tournoi international individuel.
Le 3 septembre 2017, il est battu 2 à 0 par le champion du monde et est éliminé de la coupe du monde.